# Щербанівське водосховище
Щербанівське водосховище — водосховище в Україні, в межах Вознесенського району Миколаївської області.

## Розташування та опис
Водосховище розташоване на річці Гнилий Єланець у межах трьох сільрад: Щербанівської (Вознесенський район), Новосафронівської та Підлісненської (обидві Новоодеський район). На його берегах розташовані села: Щербані, Зарічне, Кам'янка та Новосафронівка.
Споруджено у 1979 році. Площа водосховища 4,75 км². Загальний об'єм 15,7 км², корисний — 12 км².
Щербанівське водосховище входить до складу Щербанівської зрошувальної системи, яка була введена в експлуатацію 1975 року, площа зрошення — 1,3 тис. га, довжина трубопроводів — 2,5 км.
Призначення водосховища: зрошення, риборозведення. У грудні 2020 року відбулося зарибнення водойми. Водосховище поповнилось 127 200 екземплярами (3 175 кг) товстолобика, 24 100 екземплярами (603 кг) білого амура та 50 200 екземплярами (1 255 кг) коропа
На берегах водосховищах створено гідрологічний заказник.